# 柳家つばめ (3代目)
三代目 柳家つばめ（やなぎや つばめ、1884年（明治17年）9月17日 - 1942年（昭和17年）2月15日）は落語家。本名∶宮尾 正造。息子は漫談家の宮尾たか志（宮尾すすむの師匠）。

## 来歴
生まれは群馬県伊勢崎の機織業「宮商」の若旦那。
30歳の時に一念発起で上京し、1913年1月に三代目柳家小さんに入門、前座名「小三太」。同年に人形町末広亭で初高座。さん三から1916年ころに歌太郎を名乗り旅回りに行く。1918年に「睦会」発足と共に帰京し五代目柳亭左楽門下に移籍。同年11月に東橋亭で柳家さくらで真打昇進披露を行った。
1928年7月に研成会で三代目柳家つばめ襲名。1940年に中風にかかり、2年後死去。妻は興行主のようなことをし夫を支えた。

## 得意ネタ
前座時代は上州訛りがあり音曲売りにしたが訛りを克服後は素噺を売りにした。
素噺を中心に「能狂言」「桜風呂」「女学生」「永代橋」「棒だら」「火焔太鼓」「しらみ茶屋」「替り目」「大工調べ」など。
美声を生かした音曲ネタも得意とした。

## 芸歴
- 1913年
  - 1月∶三代目柳家小さんに入門、前座名「小三太」。
  - 人形町末広亭で初高座。
- 「さん三」と改名。
- 1916年∶「歌太郎」と改名。
- 1918年
  - 五代目柳亭左楽門下に移籍。
- 11月∶真打昇進、「さくら」に改名。
- 1928年7月∶三代目柳家つばめ襲名。

## 弟子

### 廃業
- 橘右近 - 橘流寄席文字家元となった。